# Corunna, Michigan
Corunna este o localitate, municipalitate și sediul comitatului, Shiawassee, statul Michigan, Statele Unite ale Americii.
1. ↑  2016 U.S. Gazetteer Files
2. ↑  Recensământul Statelor Unite ale Americii din 2010, accesat în 9 iulie 2020